# Lycée institution Saint-Malo La Providence
 (janvier 2012).
Si vous disposez d'ouvrages ou d'articles de référence ou si vous connaissez des sites web de qualité traitant du thème abordé ici, merci de compléter l'article en donnant les références utiles à sa vérifiabilité et en les liant à la section « Notes et références ».
Pour les articles homonymes, voir ISM.
Le lycée institution Saint-Malo La Providence ou ISM est un lycée privé, d'enseignement polyvalent, avec internat, situé dans Saint-Malo intras-muros. Il compte mille deux cent soixante élèves et possède des sections générale, technologique, professionnelle et supérieure.

## Classement du lycée
En 2024, le lycée se classe 7e sur 35 au niveau départemental quant à la qualité d'enseignement, et 481e au niveau national. Le classement s'établit sur trois critères : le taux de réussite au bac, la proportion d'élèves de première qui obtient le baccalauréat en ayant fait les deux dernières années de leur scolarité dans l'établissement, et la valeur ajoutée (calculée à partir de l'origine sociale des élèves, de leur âge et de leurs résultats au diplôme national du brevet).

## Histoire
L’Institution de Saint-Malo a été fondée par le premier évêque de Saint-Malo Jean de Châtillon en 1161 sous le nom de Préceptorie, une grande école publique confiée aux chanoines réguliers de saint Augustin, avec pour mission d'enseigner gratuitement aux enfants de la ville de Saint-Malo, et qu'il installa dans le cloître de la cathédrale. Le premier précepteur est élu par l'évêque, le chapitre et la communauté de ville qui sont réunis pour l'occasion dans la salle capitulaire. Par une bulle pontificale, du pape Jean XXII du 27 octobre 1319, 19 chanoines prébendés ou semi-prébendés, plus libres que leurs prédécesseurs, ré-organisent : la Préceptorie de Saint-Malo. C'est une école primaire et secondaire, dites petite et grande écoles préceptorialles. En 1498, le maître d'école est Mgr Armel Desgrées. Par ordonnance royale de 1561, le roi Charles IX décide qu'une prébende de la cathédrale de Saint-Malo serait affectée au traitement d'un précepteur principal, dit : grand écolâtre. L'école possède alors trois classes : une pour l'étude de la langue latine, une autre pour l'écriture et les mathématiques, et une troisième, pour apprendre à lire aux petits enfants. Le premier grand écolâtre fut Jean Barmez, la charge fut quelquefois occupée par un bourgeois instruit de la ville. Devenu vacant en 1565, les revenus du canonicat de Laurent du Bois sont consacrés à l'entretien de la préceptorie. Le 5 novembre 1566, la communauté de ville de Saint-Malo décida de subventionner cette école, dont l'enseignement était absolument gratuit. Le 26 juillet 1619, l'évêque de Saint-Malo, confia la Préceptorie aux bénédictins. En 1620, la communauté de ville installa la Préceptorie dans une maison dite "l'Assiette", vestiges de la forteresse du Château-Gaillard, sur les remparts, rue du Cheval-Blanc et qu'elle fit totalement réédifier. La communauté de ville s'engage le 2 mars 1639 à verser des subventions pour la tenue de la grande école. Les bénédictins quittent Saint-Malo en 1669. La communauté de ville, le chapitre et l'évêque décident alors de confier la Préceptorie à des prêtres séculiers de leurs choix communs. Avec les accroissements de la ville de Saint-Malo, sur la mer, en 1742, l'école est démolie,, elle déménage au Grand Placître. En 1746, elle devient un collège et lycée : de la sixième à la rhétorique (première). Vers 1730-1740, l'enseignement fut complété par la classe de philosophie (terminale) et par une classe d'initiation à la comptabilité commerciale. Nationalisé et fermé le 11 janvier 1792 par les autorités révolutionnaires. L'école est rouverte en 1802 par l'abbé Jean-Marie de La Mennais et ses amis l'abbé Jean-Charles Louis Vielle et le chanoine Étienne-Pierre Engerran (dernier précepteur avant la fermeture) sous la forme d'une école secondaire ecclésiastique avec le titre et les privilèges de Petit Séminaire de Saint-Malo. En 1807, il devient le Collège de Saint-Malo, les frères Jean-Marie et Félicité Robert de Lamennais et un groupe d'ecclésiastiques achètent, le 28 mars 1808, le bel et vaste hôtel de Plouër construit en 1698 (aujourd'hui dit "Le vieux collège"). De 1812 à 1823, le supérieur est monsieur Jean-Joseph Querret, docteur ès sciences et professeur des universités, il enseigne les mathématiques, la physique et le grec au collège depuis 1802. Le Collège de Saint-Malo a alors un enseignement complet de l'école maternelle, au lycée secondaire, avec internat. Un uniforme pour les élèves est de rigueur, obligatoire pour les pensionnaires et inspiré des tenues des capitaines de marine, collet jaune pour le collège, bleu ciel pour le lycée, blanc pour le secondaire et les pensionnaires. De 1823 à 1849, le Collège est en gestion directe de la ville de Saint-Malo  et prend le nom d'Institution de Saint-Malo. De 1849 à 1882, l'Institution passe sous la direction des pères de la congrégation de l'Immaculée Conception de Saint-Méen. En 1860, il reprend le nom de Collège de Saint-Malo. En 1882, l'association des anciens élèves est créée. De 1895 à 1899, avec le projet de l'architecte malouin Alfred-Louis Frangeul, le Collège s'agrandit considérablement, en rasant toutes les maisons et masures avoisinantes (achetées entre 1852 et 1882) rue du Collège et rue de la Victoire, en supprimant le chœur de la chapelle Saint-Aaron datant de 1619, ainsi que la rue Saint-Aaron . En 1905-1912, le collège doit racheter ses bâtiments nouvellement agrandis, ainsi que la chapelle Saint-Aaron (loi de séparation des Églises et de l'État), et il reprend son ancien nom d'Institution de Saint-Malo. Pendant la guerre 1939-1945, n'étant pas en sécurité à Saint-Malo, les élèves les plus jeunes de l'Institution de Saint-Malo furent évacués en octobre 1943, au château de Beaufort, avec comme encadrement de jeunes prêtres et des séminaristes cachés là pour échapper au STO en Allemagne. Les pensionnaires ne couchent plus dans l'internat trop exposé, ils sont logés chez les habitants intra-muros. En 1944, l'Institution ferme ses portes, les élèves du secondaire partent au château du Rouvre proche de Lanhélin. Au plus fort des combats, à Saint-Malo, les caves voûtées en granite du collège abritent des centaines de Malouins et en août 1944, le Collège échappe à l'incendie de la ville, aux quatre cinquièmes détruite. Il faut louer l'abbé Marcel Donne et le père Girault, qui veillant jour et nuit, réussirent à se rendre maîtres, avec des extincteurs de plusieurs foyers d'incendie à leur début. Il se firent aidés par les religieuses du collège et des Malouins venus trouver abri dans les caves du collège. Mais le 7 et 8 août, effroyable bombardement, plusieurs obus tombent sur le collège, ainsi que proche de la chapelle Saint-Aaron, les bâtiments sont gravement endommagés. En 1967, l'Institution devient un lycée mixte de second cycle, (les écoles maternelle, élémentaire et le collège ferment et l'uniforme des élèves disparaît) et un internat de filles est créé. En 1971, l'Institution de Saint-Malo fusionne avec La Providence (lycée technique de Saint-Malo intra-muros, no 27 rue de Toulouse et rue d'Estrées) fondé en 1864 par la Congrégation des Filles de la Providence de Saint-Brieuc sous le nom de Pensionnat Notre-Dame de la Providence, et d'École Sainte-Thérèse.  Le pôle éducatif désormais sur plusieurs sites, à Saint-Malo intra-muros et à Paramé, porte le nom de lycée Institution Saint-Malo La Providence.
Le lycée, fondé en 1161, demeure aujourd'hui une des plus vieilles écoles d'enseignement encore active en Europe, et la plus vieille institution scolaire de ce type en activité en France.

## Formation
L’Institution de Saint-Malo propose une seconde générale et technologique, une première et une terminale générale ou STMG selon les dernières réformes gouvernementales (bac de spécialités). Elle offre comme options chinois et italien LV3, grec et latin LCA, section européenne (effectif contingenté), DNL et Management-Gestion (en seconde). En terminale, les options de mathématiques complémentaires et expertes sont proposées. Du côté des langues vivantes, l'anglais est obligatoire en LV1, mais les élèves peuvent choisir LV2 espagnol ou allemand. Dans le cadre de La Providence, l'enseignement labellisé lycée des métiers commerce et tourisme, propose aussi des baccalauréats professionnels (vente, commerce, services, électronique, technique d'études du bâtiments) et des BTS (commerce international et tourisme).
Depuis 2024, la possibilité est également proposée aux élèves du lycée général de préparer en même temps leur baccalauréat français et le High School Diploma américain (inscription payante et cours via une plateforme numérque).

## Anciens élèves
- Pierre Bouteiller
- Armand de Chateaubriand
- Eugène Herpin
- Alexandre Miniac
- Edmond Miniac
- Alain-Michel Blanc
- Daniel Gélin
- Jean Le Bot
- Xavier Grall